# Râul Valea Mielului
Râul Valea Mielului este un afluent al râului Turcu. 

## Hărți
- Harta județului Brașov